# 原玄琢
原 玄琢（はら げんたく、1631年（寛永8年）- 1718年6月18日（享保3年5月20日））は、江戸時代中期の医師である。

## 経歴・人物
庄屋の家系の子として隠岐の周吉郡元屋村に生まれ、上洛後に医学を学ぶ。同時期に大和の吉野山を訪問し、同地で植林等の林業を行っていることを知った。その後は隠岐に戻り、医業を兼ねてスギやヒノキの造林方策を提唱する。育成法として自身が訪れた吉野杉の種をまく実験を行い、その結果としてスギやヒノキの成育が良好であったことが立証された。
しかし当時の村人は植林効果についてはあまり知られてなく、なおかつ造林を計画していた頃では玄琢自身は高齢であったため実行されることは無かった。後に元屋村の隣村であった布施村（現在の隠岐の島町）出身の藤野孫一らによって約半世紀後に造林が実行され彼らがその成功者となることとなった。